# Línea 197D (Interurbanos Madrid)
La línea 197D de la red de autobuses interurbanos de Madrid une Torrelaguna con El Vellón y El Molar.

## Características
Esta línea presta servicio además a El Espartal y El Vellón, localidades situadas entre Torrelaguna y El Molar tardando aproximadamente 35 min entre cabeceras.
Curiosamente, y al contrario de la inmensa mayoría de líneas interurbanas del CRTM, su recorrido parte desde la corona tarifaria C2 y termina en la corona tarifaria C1 , cuando lo habitual es que el final de la línea se encuentre más alejado que el inicio.
Siguiendo la numeración de líneas del CRTM, las líneas que circulan por el corredor 1 son aquellas que dan servicio a los municipios situados en torno a la A-1 y comienzan con un 1. Aquellas numeradas dentro de la decena 190 corresponden a aquellas que circulan por la Sierra Norte de Madrid. En concreto, la línea 197D indica un incremento sobre la línea 197 ya que se necesita para enlazar con Madrid los lugares por los que circula la línea 197D. Esto se hace en Torrelaguna como punto central de la zona desde donde parten esta y otras líneas complementarias a la línea 197.
La línea mantiene los mismos horarios todo el año (exceptuando las vísperas de festivo y festivos de Navidad).
Está operada por la empresa ALSA mediante la concesión administrativa VCM-103 - Madrid - Buitrago - Rascafría (Viajeros Comunidad de Madrid) del Consorcio Regional de Transportes de Madrid.

### Sublíneas
Aquí se recogen todas las distintas sublíneas que ha tenido la línea 197D. La denominación de sublíneas que utiliza el CRTM es la siguiente:
- Número de línea (197D)
- Sentido de circulación (1 ida, 2 vuelta)
- Número de sublínea

Por ejemplo, la sublínea 197D102 corresponde a la línea 197D, sentido 1 (ida) y el número 02 de numeración de sublíneas creadas hasta la fecha.
| Ida     | Ruta | Itinerario             | Vuelta  | Ruta                            | Itinerario                      |
| 197D101 | -    | Torrelaguna - El Molar | 197D201 | -                               | El Molar - Torrelaguna          |
| 197D102 | e    | El Espartal - El Molar | 197D202 | No existe la ruta "e" de vuelta | No existe la ruta "e" de vuelta |

## Horarios
Los horarios que no sean cabecera son aproximados.
| Lunes a viernes laborables | Lunes a viernes laborables | Lunes a viernes laborables | Lunes a viernes laborables | Lunes a viernes laborables | Lunes a viernes laborables | Lunes a viernes laborables | Lunes a viernes laborables | Sábados laborables, domingos y festivos | Sábados laborables, domingos y festivos | Sábados laborables, domingos y festivos | Sábados laborables, domingos y festivos | Sábados laborables, domingos y festivos | Sábados laborables, domingos y festivos | Sábados laborables, domingos y festivos | Sábados laborables, domingos y festivos |
| Torrelaguna > El Molar     | Torrelaguna > El Molar     | Torrelaguna > El Molar     | Torrelaguna > El Molar     | El Molar > Torrelaguna     | El Molar > Torrelaguna     | El Molar > Torrelaguna     | El Molar > Torrelaguna     | Torrelaguna > El Molar                  | Torrelaguna > El Molar                  | Torrelaguna > El Molar                  | Torrelaguna > El Molar                  | El Molar > Torrelaguna                  | El Molar > Torrelaguna                  | El Molar > Torrelaguna                  | El Molar > Torrelaguna                  |
| Torrelaguna                | El Espartal                | El Vellón                  | El Molar                   | El Molar                   | El Vellón                  | El Espartal                | Torrelaguna                | Torrelaguna                             | El Espartal                             | El Vellón                               | El Molar                                | El Molar                                | El Vellón                               | El Espartal                             | Torrelaguna                             |
|                            | 06:25                      | 06:35                      | 06:45                      | 06:50                      | 07:05                      | 07:15                      | 07:25                      | 11:45                                   | 12:00                                   | 12:10                                   | 12:20                                   | 11:00                                   | 11:15                                   | 11:25                                   | 11:40                                   |
| 09:40                      | 09:55                      | 10:05                      | 10:20                      | 10:15                      | 10:30                      | 10:40                      | 10:55                      | 12:15                                   | 12:30                                   | 12:40                                   | 12:50                                   | 13:00                                   | 13:15                                   | 13:25                                   | 13:40                                   |
| 13:20                      | 13:35                      | 13:45                      | 14:00                      | 13:50                      | 14:05                      | 14:15                      | 14:30                      | 20:15                                   | 20:30                                   | 20:40                                   | 20:50                                   | 21:00                                   | 21:15                                   | 21:25                                   | 21:40                                   |
| 16:45                      | 17:05                      | 17:15                      | 17:30                      | 17:50                      | 18:05                      | 18:15                      | 18:30                      |                                         |                                         |                                         |                                         |                                         |                                         |                                         |                                         |

1. ↑  Desde El Espartal

## Recorrido y paradas

### Sentido El Molar
La línea inicia su recorrido junto a la Plaza de Manuel María Martín, en Torrelaguna, saliendo de la localidad por la carretera N-320 en dirección a Guadalajara, que recorre hasta el cruce con la carretera M-122, donde se desvía por la misma en dirección a El Molar.
Por esta carretera llega a El Espartal, dentro del término municipal de El Vellón. Sigue por la M-122 hasta llegar al casco urbano de El Vellón, saliendo del mismo por la misma carretera, por la que circula hasta el cruce con la N-1, donde tiene una parada más antes de salir por la autovía hacia el sur.
Circulando por la N-1, entra en el casco urbano de El Molar, donde tiene su terminal en la Plaza Mayor, en frente del ayuntamiento.
| Código                                                 | Zona | Localidad   | Denominación                              | Ubicación                            | Líneas de la parada                        |
| ------------------------------------------------------ | ---- | ----------- | ----------------------------------------- | ------------------------------------ | ------------------------------------------ |
| 11737                                                  |      | Torrelaguna | Camino de la Soledad - Avenida de Madrid  | Camino de la Soledad Nº1             | 197 197A 197B 197C 197D 197E 913 FS2       |
| La expedición desde El Espartal comienza aquí          |      |             |                                           |                                      |                                            |
| 17847                                                  |      | El Espartal | El Espartal - Iglesia                     | Carretera de El Vellón Nº17          | 197D                                       |
| La expedición desde El Espartal no realiza esta parada |      |             |                                           |                                      |                                            |
| 19228                                                  |      | El Espartal | Carretera M-122 - El Espartal             | Carretera de El Vellón Nº28          | 197D                                       |
| Paradas del itinerario normal                          |      |             |                                           |                                      |                                            |
| 18364                                                  |      | El Espartal | Carretera M-122 - Urbanización El Calvero | Carretera M-122 (El Espartal) Nº5700 | 197D                                       |
| 12480                                                  |      | El Vellón   | El Vellón - Barrio de la Mina             | Carretera M-129 km. 3,9              | 191 193 197D N104                          |
| 10338                                                  |      | El Vellón   | El Vellón - Plaza Mayor                   | Plaza Mayor Nº11                     | 191 193 197D N104                          |
| 15993                                                  |      | El Vellón   | Carretera M-122 - Travesía de la Dehesa   | Calle de la Magdalena Nº76           | 191 193 197D N104                          |
| 11241                                                  |      | El Vellón   | Carretera M-122 - Los Melonares           | Carretera M-122 km. 0,7              | 191 193 197D N104                          |
| 16554                                                  |      | Pedrezuela  | Carretera M-122 - El Campillo             | Carretera M-122 S/Nº                 | 191 193 197D N104                          |
| 16450                                                  |      | Pedrezuela  | Carretera A-1 - Cruce El Vellón           | A-1 km. 47                           | 191 193 193A 194 195 196 197D N104         |
| 12690                                                  |      | El Molar    | Calle de la Fuente - Calle del Álamo      | Calle de la Fuente Nº23              | 191 193 193A 194 195 196 197D N104         |
| 09649                                                  |      | El Molar    | Plaza Mayor - Calle de la Fuente          | Plaza Mayor Nº10                     | 191 193 193A 194 195 196 197D N104 VAC-242 |

### Sentido Torrelaguna
El recorrido es igual al de ida excepto en determinados puntos.
- En El Molar realiza una parada adicional en la Avenida de España.
- En Torrelaguna realiza dos paradas adicionales, junto a los juzgados y en la Calle San Francisco.

| Código | Zona | Localidad   | Denominación                                   | Ubicación                            | Líneas de la parada                        |
| ------ | ---- | ----------- | ---------------------------------------------- | ------------------------------------ | ------------------------------------------ |
| 12690  |      | El Molar    | Calle de la Fuente - Calle del Álamo           | Calle de la Fuente Nº23              | 191 193 193A 194 195 196 197D N104         |
| 09649  |      | El Molar    | Plaza Mayor - Calle de la Fuente               | Plaza Mayor Nº10                     | 191 193 193A 194 195 196 197D N104 VAC-242 |
| 09648  |      | El Molar    | Avenida de España - Calle del Almirante Martel | Avenida de España Nº73               | 191 193 193A 194 195 196 197D N104         |
| 17974  |      | Pedrezuela  | Carretera A-1 - Cruce El Vellón                | A-1 km. 47                           | 191 193 193A 194 195 196 197D N104         |
| 12881  |      | Pedrezuela  | Carretera M-122 - El Campillo                  | Carretera M-122 km. 0                | 191 193 197D N104                          |
| 11242  |      | El Vellón   | Carretera M-122 - Los Melonares                | Carretera M-122 km. 0,7              | 191 193 197D N104                          |
| 15992  |      | El Vellón   | Carretera M-122 - Calle de La Hacilla          | Calle de la Magdalena Nº27           | 191 193 197D N104                          |
| 10339  |      | El Vellón   | El Vellón - Plaza Mayor                        | Plaza Mayor Nº6                      | 191 193 197D N104                          |
| 17848  |      | El Vellón   | El Vellón - Barrio de la Mina                  | Carretera M-129 Nº3                  | 197D                                       |
| 18363  |      | El Espartal | Carretera M-122 - Urbanización El Calvero      | Carretera M-122 (El Espartal) Nº5700 | 197D                                       |
| 19229  |      | El Espartal | Carretera M-122 - El Espartal                  | Carretera de El Vellón Nº49          | 197D                                       |
| 10049  |      | El Espartal | El Espartal - Iglesia                          | Carretera de El Vellón Nº15          | 197D 197E                                  |
| 20612  |      | Torrelaguna | Calle Malacuera - Juzgado                      | Calle Malacuera Nº47                 | 197 197D 197E FS2                          |
| 10307  |      | Torrelaguna | Calle Malacuera - Calle de San Francisco       | Calle Malacuera Nº1                  | 197 197D 197E FS2                          |
| 11737  |      | Torrelaguna | Camino de la Soledad - Avenida de Madrid       | Camino de la Soledad Nº1             | 197 197A 197B 197C 197D 197E 913 FS2       |